# Nome Próprio (álbum)
Nome Próprio é o álbum de estreia a solo da cantora portuguesa Ana Bacalhau.

## Faixas
1. Vida Nova
2. Leve Como Uma Pena
3. Passo a Tratar-me por Tu
4. Só Eu
5. Menina Rabina
6. Ciúme
7. Maria Jorge
8. Para Fora
9. A Bacalhau
10. Respirar
11. Deixo-me Ir
12. Debaixo da Mosca
13. Só Querer Buscar
14. Morreu Romeu
15. Dama da Noite

## Formação
- Ana Bacalhau (voz),